# Gustav Wittmer
Gustav Karl Wittmer (Pseudonym: Karl Heidau) (* 31. März 1834; † 9. Oktober 1917 in Kassel) war ein deutscher Kunsthistoriker und Schriftsteller.

## Leben
Als Sohn des Staatsdomänenpächters auf Kloster Haydau geboren, studierte Wittmer nach dem Besuch des Gymnasiums in Kassel Landwirtschaft, dann Kunstgeschichte in Jena, Leipzig, Prag, Berlin, Kiel und München. Während seines Studiums wurde er 1854 Mitglied der Burschenschaft Teutonia Jena. In München wurde er zum Dr. phil. promoviert. Er machte Studien in Rom, Florenz und Venedig. Er war Vorstandsmitglied und Sekretär des Münchener Altertumsvereins. 1872 zog er nach Kassel, wo er Redakteur der Hessischen Morgenzeitung, des Hessischen Wochenblattes und der Zeitschrift Die Erziehung der Gegenwart. Beiträge zur Lösung ihrer Aufgaben wurde. Er war auch Mitarbeiter der Zeitschrift für bildende Kunst, der Bayreuther Blätter sowie der Kunstchronik. Ab 1886 konnte er als Privatgelehrter leben.

## Veröffentlichungen (Auswahl)
- Bericht über die internationale Kunstausstellung in München 1863. Ein Beitrag zur neueren Geschichte der Malerei. Dissertation Universität München 1864. (Online)
- Die naive Poesie in unserer Zeit. Kassel 1868.
- Friedrich Fröbel und die Erziehung zur Kunst. Kassel 1883.
- Die Festspiele von Bayreuth, ihre religiöse, künstlerische und nationale Bedeutung. Leipzig 1889.
- Wege und Ziele deutscher Kulturarbeit. Leipzig 1891.